# Ooencyrtus midas
Ooencyrtus midas är en stekelart som beskrevs av Huang och John S. Noyes 1994. Ooencyrtus midas ingår i släktet Ooencyrtus och familjen sköldlussteklar.
Artens utbredningsområde är Filippinerna. Inga underarter finns listade i Catalogue of Life.